# Турнир на Шестте нации
Турнирът на Шестте нации (на английски: Six Nations Championship или по името на спонсора Guiness Six Nations) е най-престижният  турнир по ръгби в Европа.
Считан е за неофициален шампионат на Европа. Провежда се всяка година. В него участват шестте най-силни национални отбора на Европа.